# 何明站
何明站（1983年5月12日—），台灣足球運動員，職司前鋒，畢業於輔仁大學，他效力於台電足球隊長達13年，直至退役。此外，他在2011年亞足聯主席盃以6顆進球獲得金靴獎，並助台電隊贏得該屆冠軍。

## 球員生涯
1993年，何明站代表高縣阿蓮出戰全國少年足賽，並入選二十四位優秀球員之一。
1998年，何明站代表高縣阿蓮贏得全國青少年足球賽季軍。
2000年，當時就讀高苑工商的何明站入選東亞運男足選拔賽，並在五場比賽中其中一場獲選最佳表現球員。
2002年大專校院足球錦標賽，何明站與郭殷宏、莊偉倫及梁汝農等人助輔仁大學足球隊贏得冠軍。
2005年全國男子甲組⾜球聯賽，何明站以11球獲得金靴獎。
2011年亞足聯主席盃，何明站在賽會中獨進6球，贏得了金靴獎也助台電隊奪冠。
2014年全國五人制足球聯賽最後比賽日，效力台電13年的何明站完成了最後一場比賽暨退休儀式。

## 國際賽事
2011年龍騰盃何明站受到時任總教練李泰昊的青睞，時隔6年再度入選國家隊。

## 個人榮譽
- 亞洲足聯亞足聯主席盃金靴獎 一次(2011年)

## 外部連結
- 何明站在national-football-teams.com的球員資料